# Los Vilos
Los Vilos är en kommun i Chile.   Den ligger i provinsen Provincia de Choapa och regionen Región de Coquimbo, i den centrala delen av landet, 180 km norr om huvudstaden Santiago de Chile.
Omgivningarna runt Los Vilos är i huvudsak ett öppet busklandskap. Runt Los Vilos är det ganska glesbefolkat, med 23 invånare per kvadratkilometer.